# Parafia św. Piotra i Pawła w Sławsku
Parafia pw. św. Piotra i Pawła w Sławsku - parafia należąca do dekanatu Sławno, diecezji koszalińsko-kołobrzeskiej, metropolii szczecińsko-kamieńskiej. Została utworzona 24 stycznia 1986. Siedziba parafii mieści się pod numerem 97a.

## Kościół parafialny
Kościół pw. Świętych Apostołów Piotra i Pawła w Sławsku
Kościół parafialny został zbudowany w XV wieku w stylu gotyckim, poświęcony w 1945.

## Kościoły filialne i kaplice
- Kościół pw. Podwyższenia Krzyża Świętego w Pieszczu
- Kościół pw. Matki Bożej Szkaplerznej w Radosławiu
- Kościół pw. św. Michała Archanioła w Staniewicach

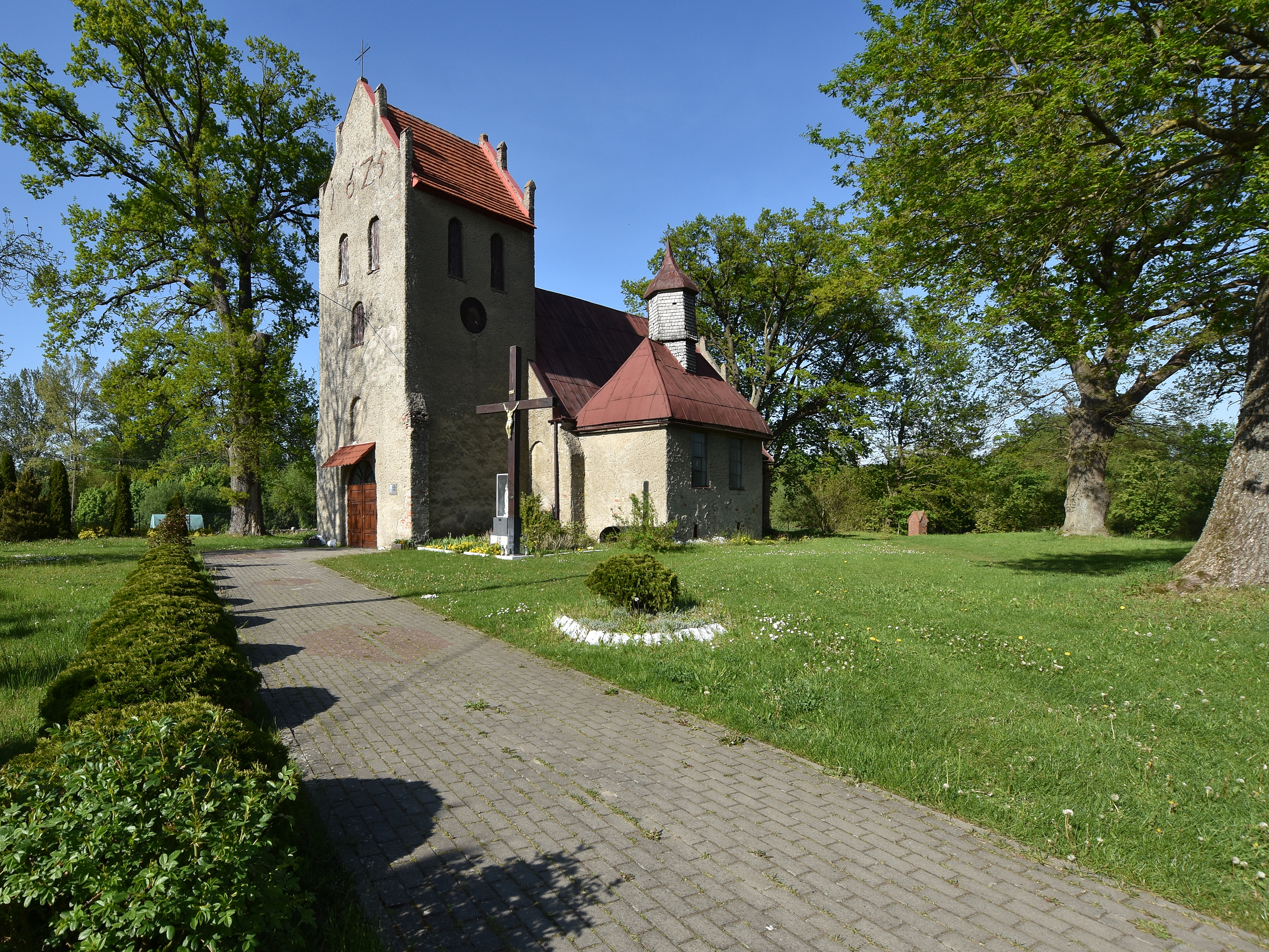
Kościół filialny w Pieszczu
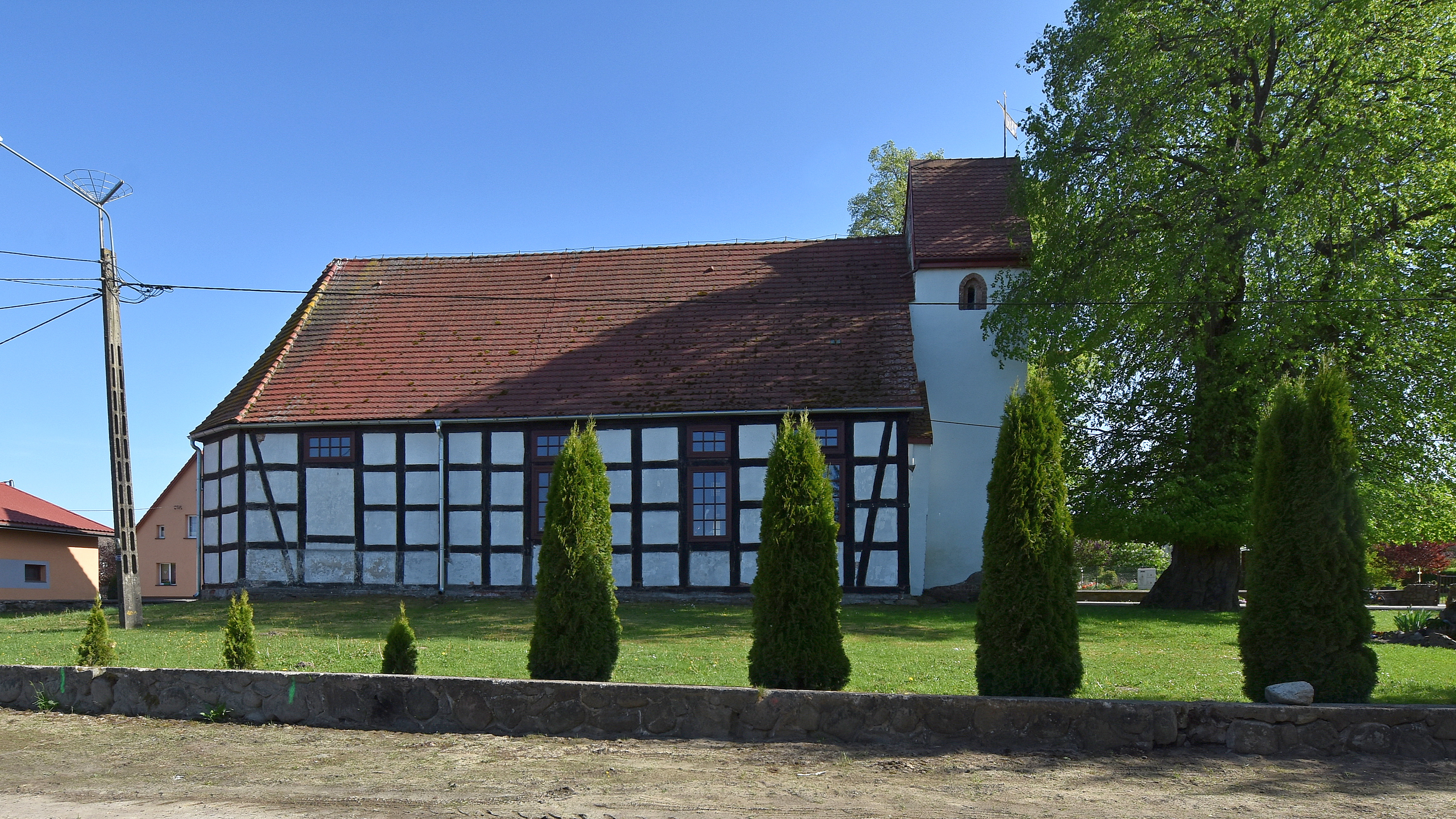
Kościół filialny w Staniewicach